# 甲賀市立希望ケ丘小学校
甲賀市立希望ケ丘小学校（こうかしりつ きぼうがおかしょうがっこう）は、滋賀県甲賀市甲南町希望ケ丘にある市立の小学校。

## 所在地
- 滋賀県甲賀市甲南町希望ケ丘三丁目34番地[1]

## 沿革
- 1985年 4月 5日 - 甲南町立希望ケ丘小学校が設立[2]
- 1986年 3月25日 - 屋内運動場（体育館）竣工
- 1986年 7月 5日 - プール竣工
- 1993年 3月 5日 - 増築校舎竣工式（普通教室8、多目的教室1、配膳室改修）
- 1994年10月29日 - 創立10周年記念式典、校歌碑建設
- 1996年 4月 2日 - 学級増に伴う教室完成
- 1997年 4月 1日 - 学級増に伴う仮設教室2教室完成
- 1999年10月 5日 - コンピュータ室竣工
- 2000年 8月22日 - 小プール竣工
- 2002年 2月 8日 - 校内セキュリティーシステム開始
- 2002年 9月 1日 - 冒険の丘が整備され、活用開始
- 2004年10月 1日 - 市町村合併により甲賀市立希望ケ丘小学校に改称。
- 2008年 5月 - バリアフリー化のためエレベーター1基設置
- 2017年 3月 - 大規模改修第一期工事完了

## 校区
この小学校の校区は以下の通り。
「甲南町希望ケ丘1丁目から5丁目まで、甲南町希望ケ丘本町1丁目から10丁目まで、甲南町深川の一部、甲南町稗谷の一部」
なお、条例や住所の表記などでの正しい表記として大きい「ケ」を用いる。

## 学校教育目標
人と人との豊かなつながりの中で、学び続ける、心豊かでたくましい子どもの育成
やる気いっぱい　思いやりいっぱい　根気強く元気な　希望っ子

## 学校の特徴
- 1つの新興住宅地約2500戸だけを校区とする[5]。
- 校舎の塔に大きな鐘があり、毎日5回鳴っている。
- 学校の周囲に山林があり、自然豊かである。荒野を借り、「冒険の丘」として学習や遊びの場として活用している。
- 田植え・稲刈り体験、果樹園の梅づくり、栗や柿の収穫、生活科学習など、自然や人との関わりと豊かな心を育む活動に取り組んでいる。